# Silda lithina
Silda lithina är en fjärilsart som beskrevs av W. Warren 1913. Silda lithina ingår i släktet Silda och familjen nattflyn. Inga underarter finns listade i Catalogue of Life.